# Gare de Mathieu
La gare de Mathieu est une halte ferroviaire française des chemins de fer secondaires, fermée en 1950 située dans la commune Mathieu, dans le département du Calvados en région Normandie.

## Situation ferroviaire
Durant la période d'ouverture de la ligne de Caen à la mer (1875-1950), la gare est desservie par les trains en provenance de la gare de Caen-Saint-Martin et à destination de la gare de Luc-sur-Mer puis, à partir de juillet 1876, de la gare de Courseulles.

## Histoire
La Compagnie de chemin de fer de Caen à la mer, concessionnaire de la ligne de Caen à la mer, ouvre le trafic ferroviaire en 1875. 
La fin du XIXe siècle voit naître la mode des bains de mer. Dans les années 1930, la gare de Cambes voit passer des trains directs de Paris à la station balnéaire de Courseulles-sur-Mer, sur la ligne maintenant exploitée par l'Administration des chemins de fer de l'État.
La ligne devenue déficitaire est officiellement fermée le 8 décembre 1950, la fermeture définitive ayant lieu en 1952.. 

## Patrimoine ferroviaire
Depuis les années 1960, le site de la gare est devenue un lotissement. La plate-forme ferroviaire existe toujours à proximité de Mathieu, cependant, elle a été isolée de part et d'autre de la gare de Mathieu par la construction de la 2x2 voies Caen-Douvres.